# Walter Tesauro
Walter Calogero Tesauro (Caltanissetta, 27 febbraio 1962) è un politico e avvocato italiano, sindaco di Caltanissetta dal 25 giugno 2024 e presidente del Libero consorzio comunale di Caltanissetta dal 28 aprile 2025.

## Biografia

### Sindaco di Caltanissetta
Nato a Caltanissetta, ha conseguito la laurea in giurisprudenza all'Università di Palermo ed esercita la professione di avvocato presso il proprio studio legale.
Nel 2014 è stato eletto consigliere comunale della sua città per l'Unione di Centro, rimanendo in carica fino al 2019.
Dal 2020 al 2024 ha ricoperto l'incarico di Presidente del Consorzio Universitario di Caltanissetta.
Si candida alla carica di sindaco di Caltanissetta per le elezioni comunali del 2024 a sostegno di una coalizione di centro-destra che comprende Fratelli d'Italia, Forza Italia, Lega, UdC, Noi moderati, Democrazia Cristiana e alcune liste civiche. Risulterà eletto al ballottaggio con il 52,36% delle preferenze, imponendosi sulla candidata di centro-sinistra Annalisa Petitto.

### Presidente del Libero consorzio comunale di Caltanissetta
Il 27 aprile 2025 viene eletto come presidente del Libero consorzio comunale di Caltanissetta, sostenuto da una coalizione composta da Forza Italia, Movimento per l'Autonomia e candidati civici. Tesauro si impone sul sindaco di Niscemi, Massimiliano Conti, che era sostenuto da altri partiti di centro-destra (Lega, Fratelli d'Italia e Noi Moderati) e su Terenziano Di Stefano, sindaco di Gela, sostenuto dal centro-sinistra. Tesauro è, dunque, il primo presidente del libero consorzio dopo oltre dieci anni di commissariamento.

### Demolizione dell'Antenna di Sant'Anna
Durante il suo mandato di sindaco, il 23 luglio 2025, venne abbattuta da RaiWay l'antenna omnidirezionale più alta d'Italia, chiamata popolarmente Antenna RAI o Antenna di Sant'Anna, che, insieme al Castello di Pietrarossa, costituiva uno dei simboli più caratteristici della città di Caltanissetta. Il grave episodio, che ha provocato un'insanabile ferita alla memoria storica della città, ha provocato un acceso dibattito, fra l'altro, per le azioni messe in atto dall'amministrazione, ritenute deboli e insufficienti. 